# Jim Cooper
James Hayes Shofner „Jim” Cooper (ur. 19 czerwca 1954) – amerykański polityk, członek Partii Demokratycznej. W latach 1983–1995 był przedstawicielem czwartego okręgu wyborczego w stanie Tennessee do Izby Reprezentantów Stanów Zjednoczonych. W latach 2003–2023 reprezentował piąty okręg wyborczy w Tennessee w niższej izbie Kongresu Stanów Zjednoczonych.